# 符号間干渉
符号間干渉（ふごうかんかんしょう、英: Intersymbol interference, ISI）は、電気通信における信号の歪みの一種で、隣接する符号間で干渉が起きることを意味する。これは、前後の符号が一種のノイズとして働く好ましくない現象であり、通信の信頼性が低下する。ISIは一般に、多重伝送や伝送路の非線形周波数特性によって発生する。符号間干渉への対策としては、適応等化（adaptive equalization）や誤り検出訂正がある。記号間干渉またはシンボル間干渉とも。

## 原因

### 多重伝送
符号間干渉の原因のひとつに多重伝送がある。これは送信機からの無線信号が複数の異なる経路で受信機に届くことを指す。その原因は電波の反射/屈折、大気ダクトや電離層の反射などがある。これらの経路は全て長さが異なるため（また、電波の速度を遅くする現象もあるため）、信号は様々なタイミングで受信されることになる。これによって符号を表す信号が前後で重なって干渉が発生し、符号を正しく検出できなくなる。さらに、多重伝送は信号の振幅と位相を歪め、受信信号の妨げとなる。

### 帯域制限のある伝送路

帯域制限のある伝送路での矩形パルスに対するフィルタリング現象

もう1つの符号間干渉の原因は、帯域が制限された伝送路（すなわち、ある遮断周波数以上の周波数特性がゼロの伝送路）で信号を転送することである。このような伝送路で信号を送ると、遮断周波数以上の周波数成分が除去され、遮断周波数未満の周波数成分もある程度の減衰を生じる。
これは言わば信号がフィルタ回路経由で受信されるようなもので、パルスの波形が変わってしまう。左図にあるように、もともと矩形のパルスだった信号が帯域制限によって大きく変化する。この影響は特定の符号の範囲内で収まるものではなく、それ以降の符号列にも影響を与える。メッセージをこのような伝送路経由で送ると、個々の符号のパルスの変形した波形が相互に干渉してしまう。
多重伝送とは異なり、帯域制限伝送路は無線だけでなく有線通信にも存在する。帯域が制限されるのは、複数の信号を同じ領域/ケーブルで転送するためであり、そのために全帯域幅の一部だけが各系に割り当てられる。無線では電磁スペクトルの一部が転送に割り当てられる（例えば、FM放送では一般に 87.5MHz から 108MHz が割り当てられる。日本では 76MHz から 90MHz）。この割り当ては各国政府が行うのが一般的で、アメリカ合衆国では連邦通信委員会（FCC）が管轄する。光ファイバーなどの有線では、割り当てはケーブルの所有者が決定する。
帯域制限は媒体の物理的性質による場合もある。例えばケーブルには一般に遮断周波数があり、それ以上の周波数の信号は転送できない。
帯域制限のある伝送路上でデータを転送する通信システムは、帯域制限による干渉を防ぐためにパルスシェーピングを実装するのが一般的である。伝送路の周波数応答が平坦でシェーピングフィルタの帯域が有限であれば、符号間干渉が全くない状態で通信できる。事前に伝送路の応答特性が分からないことが多いため、任意の周波数応答に対応できるよう適応イコライザを用いる。

## アイパターン上の現象
アイパターンとは、実際の信号のサンプルをシンボルクロックをトリガにして多数重ね合わせ、信号の特徴をグラフィカルに提示するものである。下図の左側は、1 を 振幅 -1 で表し 0 を振幅 +1 で表しているバイナリデジタル変調（PSK）システムのアイパターンである。現在のサンプリング時刻は画像の真ん中であり、その1つ前と1つ後のサンプリング時刻が画像の端にある。あるサンプリング時刻から次のサンプリング時刻への遷移（1 から 0、1 から 1 など）が図から明確に読み取れる。
ノイズマージンとは、受信側で誤りを生じるノイズのしきい値である。ノイズマージンとは同じサンプリング時点での信号と振幅 0 の差異であり、言い換えればサンプリング時点で信号の振幅が振幅 0 からどれだけ遠いかである。信号が正しく解釈されるには、0 から 1 への遷移と 1 から 0 への遷移といった2つの時点の間のいずれかの時点でサンプリングが行われなければならない。従って、1 と 0 の振幅がはっきり離れていれば誤りが発生する可能性は小さくなり、受信側でサンプリング時点のタイミングがどうなっていても問題なくなる。
同じシステムで符号間干渉が発生しているときのアイパターンを下図の右側で示す。遅延し歪みを伴った信号を受信するため、信号遷移の定義が失われている。ノイズマージンが小さくなり、信号を正しくサンプリングできる時点も狭まる。このため、全体として性能が悪化する（すなわち、符号誤り率が増大する）。

バイナリPSKシステムのアイパターン
同じシステムで符号間干渉が発生しているときのアイパターン

## 対策
電気通信やデータストレージにおける符号間干渉対策の技法はいくつかある。
- インパルス応答が非常に短く、次の符号に干渉しない程度の少しのエネルギーしか漏れ出さないようにシステムを設計する。
- 全体のインパルス応答によって、いくつかの符号のぶんだけ上下に発振することを逆に利用し、ある時点で以前の符号によるインパルス応答の総和がゼロになるように設計する。つまり、ナイキスト基準を満たすフィルタを使い、サンプリング時点で零ISI特性を示すようにする。
- 意図的に1つの符号のインパルス応答を広げ、複数のサンプリング時点で零でないようにする。受信側が1つの標本だけを見ていればビットが1なのか0なのか識別できないことになるが、インパルス応答の特性をよく把握していれば、観測された標本列によく一致するように、一連の標本をまとめて処理することでバイナリ列を識別可能となる。これをPRML（partial response maximum liklihood）と言う。適当な畳み込み符号を送信側で生成し、受信側ではビタビアルゴリズムで復号する。これによって1つのビットがノイズで破壊されていても、周囲の標本から破壊されたビットの値を推定できる。
- GMSK（Gaussian minimum-shift keying）では、送信前にガウシアンフィルタを使って意図的に符号間干渉を起こさせる。この場合も、誤りが発生してもビタビアルゴリズムで正しく復号可能である。
- 符号間干渉に耐性のある符号を設計する手法もある。ビット転送レートはそのままで記号転送レートを低くすると（1つの記号により多くのビットを割り当てる）、符号間干渉は削減される。
- ハードディスクドライブでも、記録密度を高めると符号間干渉が発生する。そのため、MFM（Modified Frequency Modulation）から Partial Response Maximum Likelihood（ PRML ）に切り替えることでデータ記録密度を高めている。関連する技法としてトレリス変調がある。
- 等化（equalization）も符号間干渉を低減させる技法としてよく使われる。例えば、IEEE 802.3の 10GBASE-LRM Task Force では、等化を使って50μmMMFによる10ギガビット・イーサネットの最大伝送距離を伸ばしている。